# Jan van Rijckenborgh

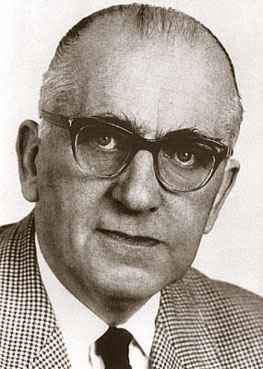
Jan van Rijckenborgh

Jan van Rijckenborgh (ur. 16 października 1896 w Haarlem, zm. 17 lipca 1968 w Santpoort) – holenderski mistyk i gnostyk, założyciel Lectorium Rosicrucianum.

## Życiorys
Jan van Rijckenborgh, a właściwie Jan Leene, urodził się w holenderskim mieście Haarlem. Jego ojciec był kupcem handlującym tekstyliami i młody Jan po ukończeniu szkoły średniej poszedł w jego ślady. Wychował się w rodzinie o silnych tradycjach protestanckich, jednak już od wczesnych lat interesowały go także inne religie.
W 1924 roku, wraz ze swym bratem Zwierem Willemem Leene, wstąpił do stowarzyszenia Rosicrucian Fellowship, założonego w 1909 r. przez Maxa Heindla. W 1929 r. obu braciom powierzono kierownictwo holenderskiej filii stowarzyszenia. W 1930 r. do braci Leene dołączyła Henriette Stok-Huyser (1902–1990), która później przyjęła pseudonim Catharose de Petri. W 1935 r. cała trójka odeszła od Rosicrucian Fellowship, aby założyć w Haarlemie nieżne od heindlowskiego nurtu Lectorium Rosicrucianum (obecnie Międzynarodowa Szkoła Złotego Różokrzyża).
W czasie II wojny światowej Szkoła Różokrzyża w Holandii została zamknięta przez okupanta niemieckiego, a wszelkie aktywności tej wspólnoty zostały zabronione. W tym okresie van Rijckenborgh prowadził działalność w ukryciu.
W 1956 r. praca Jana van Rijckenborgha i Catharose de Petri otrzymała nowy impuls wyniku kontaktu z Antoninem Gadalem (1877–1962), który przybliżył im myśl katarów we Francji.
Zmarł w 1968, przekazawszy kierownictwo Szkoły Różokrzyża Catharose de Petri.

## Twórczość
Jan van Rijckenborgh jest autorem lub współautorem 40 książek, które napisał częściowo we współpracy z Catharose de Petri. W swych pracach podejmował temat nauki klasycznych różokrzyżowców, tłumacząc z języka angielskiego na język holenderski dzieła Johanna Valentina Andreae: Rei publicae christianopolitanae descriptio, Fama Fraternitatis, Confessio Fraternitatis i Alchemiczne Zaślubiny Christiana Różokrzyża. Inne z jego prac omawiają fragmenty przekładów z Corpus Hermeticum i Daodejing, przekazy manichejczyków oraz innych grup gnostycznych. Zajmował się również historią katarów. Poza pracą literacką Rijckenborgh przybliżał swoją myśl poprzez odczyty i konferencje kierowane głównie do członków Lectorium.